# Danh sách nhân vật trong Mirai Nikki
Dưới đây là danh sách nhân vật xuất hiện trong bộ manga và anime Mirai Nikki của tác giả Esuno Sakae.

## Chủ nhân Nhật ký
- Amano Yukiteru(天野 雪 輝/Amano Yukiteru) (Số 1)

Lồng tiếng bởi: Misuzu Togashi (tiếng Nhật), Josh Grelle (tiếng Anh).Phạm Thúy Hằng  (tiếng Việt)
Nhân vật nam chính của series và chủ nhân nhật ký thứ nhất, cậu cũng thường được gọi bằng cái tên Yukki (ユッキ). Yukiteru là một nam sinh 14 tuổi nhút nhát, ít nói và không giao tiếp với xã hội nhiều, vì không có bạn bè nên cậu dành thời gian để ghi lại những sự kiện trong ngày vào điện thoại để giải khuây. Bố mẹ cậu đã ly dị, mặc dù họ đã hứa sẽ đi ngắm sao cùng nhau. Cậu chỉ có hai người bạn tưởng tượng là vị thần Deus Ex Machina và tiểu quỷ Muru Muru. Một ngày, họ hiện ra trước mắt cậu và buộc cậu phải tham gia Trò chơi Sinh tồn. Vì điều kiện trò chơi là cậu phải  lại không muốn tham gia trò chơi này, Yukki đã gặp Deus để thương lượng nhưng Deus từ chối, ông bảo rằng để thoát ra khỏi trò chơi này thì cậu buộc phải chiến thắng. Nhưng để chiến thắng trò chơi này là phải giết chết 11 Chủ nhân Nhật ký còn lại nên cậu đã xin Deus rút khỏi cuộc chơi nhưng bất thành. Yukiteru rất yếu ớt, luôn bị phụ thuộc vào người khác, đặc biệt là Yuno - người bạn cùng lớp xinh đẹp, quyến rũ với tâm lý bất ổn, người mà cậu vừa sợ hãi nhưng cũng không thể từ bỏ được. Yukiteru cùng với người yêu của mình cùng nhau hạ sát tất cả các đối thủ trong trò chơi, nhưng chỉ đến khi cha mẹ cậu bị John Bacchus gián tiếp sát hại, cậu mới quyết tâm trở thành Chúa tể để hồi sinh họ. Xuyên suốt diễn biến Trò chơi Sinh tồn, cậu dần trưởng thành và mạnh mẽ hơn. Cậu sở hữu Nhật ký Ngẫu nhiên (無差別日記 /Musabetsu Nikki), ghi lại những thay đổi trong tương lai xung quanh cậu cứ sau vài phút bằng giọng văn rời rạc, trung lập, phản ánh thái độ sống của cậu. Điều này mang đến cho Yukiteru những mục nhập chi tiết, kịp thời về tình thế quanh mình sắp xảy đến và có lẽ đây là một trong những cuốn nhật ký chính xác nhất được tiết lộ cho đến nay. Nó cực kỳ linh hoạt và hữu ích trong bất kỳ mọi tình huống. Điểm yếu duy nhất của Nhật ký Ngẫu nhiên đó là nó không cho Số 1 biết bất cứ điều gì về tương lai mình ngoại trừ Dead End.
- Gasai Yuno (我 妻 由 乃/Gasai Yuno) (Số 2)

Lồng tiếng bởi: Tomosa Murata (tiếng Nhật); Brina Palencia (tiếng Anh). Trần Nguyễn Linh Phương  (tiếng Việt)
Nhân vật nữ chính của series, là người sở hữu nhật ký thứ hai. Giống như Yukiteru, cô là nữ sinh 14 tuổi với ngoại hình ưa nhìn, tính cách đáng yêu, đảm đang và tháo vát, đồng thời có học lực tốt, được các bạn yêu mến tại trường. Thực chất, cô bị bỏ rơi và được đưa vào Viện mồ côi Misaka từ khi còn nhỏ, ở một thời điểm nào đó, cô được Gasai Ushio và Gasai Saika nhận nuôi làm con gái. Tuy vậy, họ lại bạo hành và ngược đãi Yuno, chính hành động đó đã trở thành tiền đề dẫn đến phần nhân cách bạo lực và tàn nhẫn trong cô. Không lâu sau đó, cô đã giết chết họ để thoát khỏi việc bị kìm hãm, và Yukiteru vô tình trở thành nguồn động viên lớn nhất đối với cô sau khi cậu hứa sẽ làm hôn lễ với nhau trong tương lai. Kể từ đó Yuno luôn âm thầm theo dõi và bám đuôi người mình yêu, và chỉ đến khi cả hai cùng bị cuốn vào Trò chơi Sinh tồn, cô mới thực sự có cơ hội để bảo vệ và hy sinh cho Yukiteru. Về mặt kỹ năng, Yuno thông thạo mọi công việc nhà một cách tháo vát, là hình mẫu con gái lý tưởng; ngoài ra, cô cũng có trí tuệ lẫn học lực tốt và kỹ năng sử dụng vũ khí chuyên nghiệp, đối nghịch với Yukiteru. Khi tâm trạng Yuno ổn định, cô thường rất đáng yêu và khả ái, tuy nhiên khi trở nên ghen tức và mất kiểm soát, cô dần bộc lộ nhân cách toan tính, tàn bạo và đẫm máu bên trong mình. Thiếu nữ nhà Gasai cũng có niềm tin vào sự hy sinh và tình yêu mãnh liệt dành riêng cho Yukiteru, đồng thời cũng sợ hãi nỗi cô đơn và bị ruồng bỏ. Mục đích tham gia Trò chơi Sinh tồn của cô đó là để mình được tận dụng thời gian ở bên Yukiteru nhiều hơn. Bởi lẽ đó, mọi tình trạng và hành động của Yukiteru được ghi lại cứ sau mười phút trong Nhật ký Yukiteru/Nhật ký Người tình Tương lai (雪輝日記/ Yukiteru Nikki) cô sở hữu, nhật ký này cũng phản ánh tình yêu cô dành cho Yukiteru. Tuy nhiên, nhật ký này có một điểm yếu lớn, đó là nó không phán đoán trước bất cứ điều gì về tương lai của cô ngoại trừ Dead End. Dù vậy, khi kết hợp với Nhật ký Ngẫu nhiên của Số 1, hai nhật ký này sẽ bổ khuyết cho nhau, tạo nên một sự kết hợp hoàn hảo, cả về lý thuyết lẫn thực tế.
- Takao Hiyama (火山 高夫/Hiyama Takao) (Số 3)

Lồng tiếng: Jin Domon (Nhật), Jason Douglas (Anh).
Người sở hữu nhật ký thứ ba. Takao là giáo viên giảng dạy tại trường nơi Yukiteru đang theo học. Takao thường cảnh báo các học sinh của mình phải cẩn thận với tên giết người hàng loạt trong thành phố nhưng chính anh lại là kẻ sát nhân hàng loạt đó. Ban ngày, Takao dạy học tại trường với tư cách giáo viên toán học; nhưng ban đêm, anh thường mặc một chiếc áo choàng chống đạn và che kỹ khuôn mặt của mình, đi lang thang trong thành phố để đi tìm những nạn nhân là nữ giới. Nhật ký của Takao là Nhật ký Sát nhân (殺人日記 Satsujin Nikki), cung cấp thông tin về nạn nhân kế tiếp và địa điểm lẫn cách thức mà anh ta sẽ giết họ. Tuy nhiên, nó không cho biết nạn nhân sẽ làm gì, phản ứng ra sao để chống lại mình, khiến Takao dễ bị đả thương nếu họ kịp thời tự vệ trước ông. Nhật ký này phản ánh công việc lẫn bản chất của Takao với tư cách kẻ giết người hàng loạt. Anh bị Yuno và Yukiteru bày kế hạ sát và cũng là Chủ nhân Nhật ký đầu tiên tử vong.
- Keigo Kurusu (来 須 圭 悟/Kurusu Keigo) (Số 4).

Lồng tiếng: Masahiko Tanaka (Nhật), Robert McCollum (Anh).
Người sở hữu nhật ký thứ tư. Keigo là một công chức cảnh sát được chọn vào trò chơi Nhật ký để cân bằng lại một trò chơi chỉ có những kẻ xấu tham gia và giảm thiểu những cái chết xảy ra khi trò chơi diễn biến. Bình tĩnh, tự chủ và thông minh, Keigo không hề có hứng thú với ngai vàng Chúa tể mà chỉ muốn dừng nó lại trước khi có người bị thương. Mặt khác, ông là người đàn ông gắn bó với gia đình, dành cho vợ mình cùng con trai tình yêu thương sâu đậm, thậm chí sẵn sàng phạm tội để bảo vệ cả hai. Khi hay tin con trai mình mắc bệnh tim nan y, ông quyết tâm chiến thắng Trò chơi Sinh tồn với hy vọng cứu được cậu bé. Chính mong muốn này càng dẫn dắt Keigo trở nên tuyệt vọng và nóng nảy hơn, sẵn sàng phạm pháp để loại bỏ các Chủ nhân Nhật ký khác. Sự suy giảm về đức thiện trở thành nguyên nhân chủ chốt dẫn đến thất bại của Keigo, nhưng cũng thức tỉnh ông về những hành vi sai trái mình gây ra.  Là cảnh sát trưởng của Thành phố Sakurami, Kurusu có quyền chỉ huy tuyệt đối trên toàn thể lực lượng cảnh sát, đồng thời cũng là một chuyên gia thiện xạ, có thể bắn mục tiêu với độ chính xác cao. Keigo luôn tỏ thái độ thận trọng, bằng chứng là vị cảnh sát trưởng mặc áo chống đạn mọi lúc mọi nơi. Nhật ký của ông là Nhật ký Điều tra (捜査日記 Sōsa Nikki), dự đoán kết quả điều tra của vị cảnh sát trưởng về các hoạt động tội phạm trong phạm vi toàn thành phố. Mặc dù nó hoàn toàn có thể theo dõi hầu hết các Chủ nhân Nhật ký khác, nhưng vẫn cần Kurusu dành thời gian và nguồn lực để tối đa hóa lợi ích dự đoán mà nhật ký này mang lại, do nó chỉ báo cho ông các thông tin về kết quả điều tra. Nhật ký này phản ánh công việc thanh tra của Keigo, cũng như mong muốn bảo vệ các công dân khỏi những sự kiện tàn sát trong Trò chơi Sinh tồn. Trong những giây phút cuối đời, Kurusu chỉ cầu xin những đồng minh cũ chăm sóc cho người vợ ông yêu thương cùng người con trai bệnh tật của mình.
- Reisuke Houjou (豊 穣 礼 佑 Hōjō Reisuke) (Số 5).

Lồng tiếng: Asami Sanada (Nhật), Lindsay Seidel (Anh).
Người sở hữu nhật ký thứ năm. Reisuke là một cậu bé 5 tuổi với vẻ bề ngoài vô hại, nhưng thực chất cậu là một thần đồng nhí với tính cách lanh lợi, xảo quyệt và mưu mẹo. Reisuke sống trong một gia đình nhiều mâu thuẫn, bố mẹ cậu thường xuyên có xích mích với nhau và bỏ bê con trai mình. Sau khi cha mẹ bị Yuno sát hại, Reisuke quyết tâm hạ gục cô để chứng tỏ mình là một thiên tài, sở dĩ mục đích cậu tham gia Trò chơi Sinh tồn là để khẳng định bản thân là người ưu tú. Ở độ tuổi nhỏ, Reisuke sở hữu trí thông minh thần đồng, đặc biệt có chuyên môn về hóa học lẫn vật lý, biết cách pha chế các chất hóa học và còn có khả năng xâm nhập và đặt bẫy lành nghề. Nhật ký của cậu là Nhật ký Siêu thị giác (はいぱーびじょんだいあり/Haipā Bijon Daiarī), một cuốn nhật ký dạng sách tô màu cho biết những hoạt động cậu sẽ làm trong ngày. Tuy nhiên, nó chỉ có thể hiện ra những hoạt động vào 3 buổi sáng trưa và tối, đi kèm với tranh vẽ tô màu miêu tả sự kiện. Cậu chết sau khi bị Yuno đâm vào ngực.
- Tsubaki Kasugano (春日 野 椿 Kasugano Tsubaki) (Số 6).

Lồng tiếng: Eri Sendai (Japanese), Katherine Bristol (English).
Người sở hữu nhật ký thứ sáu. Một thiếu nữ 14 tuổi với vẻ ngoài yếu đuối, e lệ và thân thiện, là giáo chủ tối cao của Giáo phái Omekata (御目方教) - một giáo phái bất chính, bẩm sinh đã có thị lực yếu kém. Bản chất thực sự của Tsubaki được tiết lộ xuyên suốt câu chuyện cuộc đời cô - cay đắng, giận dữ và dễ xúc động, cô luôn coi thường thế giới, Giáo phái và thậm chí là cuộc sống của bản thân. Cô cho rằng Gasai Yuno sẽ là một nửa hoàn hảo của Amano Yukiteru nên tìm mọi cách để phá bĩnh và dành Yukiteru cho riêng mình. Lúc nào cũng tỏ vẻ đáng thương nên Tsubaki đã lừa được rất nhiều nhân vật khác và các tín đồ tin tưởng mình. Cô thích hành hạ Yuno để xoa dịu nỗi đau của bản thân, như là hôn Yukiteru trước mặt Yuno hay ra lệnh cho các tín đồ nam cưỡng hiếp Yuno. Cô lớn lên trong ngôi đền của giáo phái cho cha mẹ thành lập và chưa bao giờ bước ra thế giới bên ngoài, từ khi còn nhỏ cô đã được coi là một nhà tiên tri dù cho đó chỉ là lời nói dối của họ. Sau khi song thân bị sát hại, Tsubaki cũng bị người trợ lý giáo phái cưỡng đoạt và lạm dụng tình dục. Vì vậy, Tsubaki tham gia Trò chơi Sinh tồn do khao khát sức mạnh Chúa tể để hủy diệt thế giới và tái tạo nó theo cách mình muốn. Cuộn giấy cô thường mang theo mình thật ra là Nhật ký Khai sáng (千里眼日記 Senrigan Nikki) ghi lại mọi sự kiện qua con mắt của cộng đồng môn đệ Giáo phái Omekata, giúp Tsubaki kiểm soát tốt môi trường xung quanh mình và bất kỳ khu vực nào mà các tín đồ của cô đang ở. Nó cho phép cô điều khiển chiến lược và thu thập thông tin trên diện rộng. Tuy nhiên, do sự phụ thuộc vào cộng đồng tín đồ của cô nên nhiều thông tin mà nhật ký này đưa ra có thể bị thiếu tính xác thực hoặc bị nhiễu nếu như mọi môn đồ chỉ tập trung nhìn vào một thứ. Nó phản ánh vai trò của Tsubaki với tư cách trưởng Giáo phái Omekata, cũng như thị lực kém không cho phép cô nhìn được phạm vi xa ngoài bàn tay của mình. Tsubaki chết sau khi nhật ký bị Yukiteru phá hủy.
- Marco Ikusaba (戦 場 マ ル コ/Ikusaba Maruko) và Ai Mikami (美 神 愛/Mikami Ai) (Số 7).

Lồng tiếng Marco: Tomokazu Seki (Nhật), Brad Hawkins (Anh) Lồng tiếng Ai: Natsuko Kuwatani (Nhật), Jamie Marchi (Anh).
Tuy thường hay bị nhầm thành hai người sử dụng nhật ký khác nhau, nhưng họ lại cùng là người sở hữu nhật ký thứ 7. Marco và Ai đều bị bỏ rơi và lớn lên trong trại trẻ mồ côi cùng nhau, từ đó họ có tình yêu và sự gắn bó, tương hỗ mãnh liệt và sâu sắc. Marco sở hữu tính cách nóng nảy cùng khả năng chiến đấu lành nghề; và Ai là một người tình tận tâm với sắc đẹp khả ái, kỹ năng sử dụng dao lành nghề và sở thích tán tỉnh. Từ đó, họ tạo thành một cặp đôi chiến đấu cùng nhau với mối liên kết không thể tách rời, đồng thời họ sở hữu nhiều điểm chung, đặc biệt là cá tính lý tưởng hóa tình yêu. Cặp đôi tham gia Trò chơi Sinh tồn vì muốn được sống cuộc đời bất tử, bên nhau vĩnh cửu trong tình yêu. Nhật ký của Marco là Nhật ký Bất khả chiến bại (常勝無敗ケンカ日記 Jōshō Muhai Kenka Nikki) cho phép anh biết được những đòn tấn công sắp tới của đối phương, còn của Ai là Nhật ký Tán tỉnh (逆ナン日記 Gyaku-nan Nikki) cung cấp thông tin của những người đàn ông mà cô sẽ gặp trong tương lai. Nhật ký chung của hai người là Nhật ký Trao đổi (交換日記 Koukan Nikki) cho biết tương lai gần xảy ra với đối phương. Marco và Ai chết vì mất máu sau khi chiến đấu với Yukiteru và Yuno trong Tháp Sakurami - nơi họ kết hôn với nhau.
- Ueshita Kamado (上下 か ま ど Ueshita Kamado) (Số 8).

Lồng tiếng: Hiromi Konno (Nhật), Monica Rial (Anh).
Người sở hữu nhật ký thứ 8. Một người phụ nữ trung niên, sở hữu thân hình ngoại cỡ, điều hành trại mồ côi “Mái ấm của Mẹ” nơi Marco, Ai, Tarou và Orin được nuôi lớn. Bà mang hình ảnh người mẹ thân thương đối với nhiều trẻ em kém may mắn, và từ đó họ đã thành lập một đội quân để chiến đấu thay cho bà trong Trò chơi Sinh tồn. Nhân hậu, chất phác, ấm áp và yêu hòa bình, Kamado dường như là người lành mạnh và ít bạo lực nhất trong tất cả các Chủ nhân Nhật ký. Mặt khác, Kamado cũng không có kỹ năng chiến đấu, thay vào đó bà ủy thác cho đội quân trẻ mồ côi của mình chiến đấu thay. Bà tham gia Trò chơi Sinh tồn vì muốn tạo nên một thế giới không phiền muộn, nơi trẻ em luôn được yêu thương và chăm sóc. Nhật ký của bà, Nhật ký Máy chủ (増殖日記 Zoushoku Nikki) là một ổ cứng ban phát những nhật ký phụ khác cho các thường dân trong thành phố, nhật ký riêng của Marco và Ai cũng là một ví dụ. Nó phản ánh bản chất nhân đạo của Kamado và công việc Viện trưởng Trại trẻ mồ côi Mái ấm của Mẹ. Bà chết sau khi bị Yuno hạ sát.
- Uryuu Minene(雨 流 み ね ねUryū Minene) (Số 9).

Lồng tiếng: Mai Aizawa (Nhật), Emily Neves (Anh). Trần Nguyễn Linh Phương  (tiếng Việt)
Nhân vật nữ chính thứ hai trong series, người sở hữu nhật ký thứ 9 và là nhân vật chính trong ngoại truyện Mirai Nikki: Mosaic. Là một nữ khủng bố khét tiếng khi mới chỉ độ tuổi 20, Minene là một cô gái trẻ chống đối tất cả mọi tổ chức tôn giáo và căm thù đức tin thánh thần. Nỗi căm ghét đó bắt nguồn từ khi cô cùng gia đình du lịch ở Trung Đông và vô tình bị cuốn vào chiến tranh tôn giáo giữa người Do Thái và Palestine, cũng vì lí do đó mà gia đình cô tất thảy đều qua đời. Từ đó, cô bị mắc kẹt ở Trung Đông, vì còn quá nhỏ nên đã phải trộm cắp để sinh tồn và đến khi 18 tuổi, cô mới có thể trở về Nhật Bản theo con đường phi pháp. Sau khi tham gia Trò chơi Sinh tồn, Minene khủng bố toàn bộ ngôi trường nơi Yukiteru và Yuno theo học, khiến hàng ngàn học sinh thiệt mạng. Minene thường mang trạng thái loạn thần và dễ bị kích động khi thực hiện hành vi khủng bố của mình, tuy nhiên về sau tính cách cứng rắn cùng những tổn thương tâm lý của Minene dần được bộc lộ và cô hoàn toàn ẩn chứa một mặt thân thiện khác đằng sau vẻ ngoài tàn nhẫn của mình. Cô cũng yêu quý trẻ em và thường bị ám ảnh bởi chính bản thân năm 8 tuổi cùng những ký ức về cuộc sống đẫm máu khi còn nhỏ, khiến cô luôn mong muốn thoát khỏi quá khứ và được người khác cứu rỗi. Là một kẻ khủng bố lâu năm, Minene có kiến thức uyên thâm về hầu hết các loại chất nổ và vũ khí, cùng kỹ năng sinh tồn và công nghệ cao. Nhật ký của cô là Nhật ký Đào tẩu (逃亡日記 Tōbō Nikki), cho biết mọi lối thoát hiểm mà cô có thể thực hiện theo để tránh bị cảnh sát bám đuổi. Các thông tin xuất hiện trong nhật ký sẽ cho Minene biết bất kỳ lối thoát nào an toàn. Nó phản ánh cuộc sống phi pháp của cô. Kết thúc trò chơi, Yukiteru và cô là hai người duy nhất còn sống sót. Sau khi thực hiện bước nhảy thời gian để tạo nên Thế giới Thứ Ba, cô đã quyết định sinh sống và lập gia đình với người cô yêu là Nishijima Masumi tại đây, sinh cho anh hai đứa con trai đầu lòng.
- Karyuudo Tsukishima (月 島 狩 人Tsukishima Karyūdo) (Số 10).

Lồng tiếng: Hirokazu Hiramatsu (Nhật), Mark Stoddard (Anh).
Người sở hữu nhật ký thứ 10. Là một người đàn ông giàu có và lịch lãm, ông yêu loài chó đến mức bỏ mặc cả gia đình và ly dị vợ không lâu sau khi sinh con gái đầu lòng. Nhật ký của ông là Nhật ký Thú nuôi (飼育日記 Shiiku Nikki), thứ cho phép ông điều khiển đàn chó của mình tấn công người khác qua lệnh trên điện thoại. Ông thường rủa con người còn không bằng loài chó. Sau đó ông bị Kurusu giết.
- John Bacchus (ション バックス, Jon Bakkusu) (Số 11).

Lồng tiếng: Takaya Hashi (Nhật), Chris Smith (Anh).
Người sở hữu nhật ký thứ 11, đồng thời là thị trưởng thành phố Sakurami và cũng là người sáng tạo ra các Nhật ký Tương lai với Deus, tạo ra trò chơi này để tìm người kế vị. Ông là một chính trị gia ô hợp và lạm quyền, ủng hộ tư tưởng Phát-xít, sử dụng khả năng và quyền lực chính trị của mình để thao túng tình thế. John có ý định ban phát Nhật ký Tương lai cho toàn bộ công dân thành phố để đưa loài người trở thành giống loài thượng đẳng tuyệt đối. Nhật ký của ông là Nhật ký Quan sát, cho phép ông đọc được tất cả những gì hiện lên trên các nhật ký tương lai khác, kể cả những nhật ký phụ, ông là đối thủ khó nhằn nhất nhưng cuối cùng, John bị hạ sát bởi Yuno.
- Yomotsu Hirasaka (平 坂 黄泉Hirasaka Yomotsu) (Mười hai).

Lồng tiếng: Yoshihisa Kawahara (Nhật), Ian Sinclair (Anh).
Người sở hữu nhật ký thứ 12. Bị mù và có tính cách thất thường, ảo tưởng nhưng Yomotsu sở hữu thính giác nhạy bén. Anh là một nhân viên bảo vệ xử sự như một anh hùng đường phố, bị ảnh hưởng lớn bởi Kamen Raider và Super Sentai, mặc đồ anh hùng bó sát và mang mặt nạ một mắt. Yomotsu có niềm tin cực đoan và mù quáng vào công lý, luôn mong muốn diệt trừ cái ác nhưng đối với anh, công lý chỉ thuộc về những kẻ chiến thắng. Máy thu âm của Yomotsu chính là Nhật ký Công lý (正義日記 Seigi Nikki), cung cấp cho anh ta thông tin về những vụ việc sẽ xảy ra trong tương lai từ những vụ án giết người cho đến những việc nhỏ nhặt như xả rác bừa bãi. Hơn nữa, nhật ký này còn có thể thôi miên người khác bằng cách làm họ bị phân tâm và có khả năng lần mò tương lai của những kẻ xấu, do đó anh dễ dàng tìm thấy Tsubaki và Minene. Yomotsu chết sau khi quả bom anh mang theo đột ngột phát nổ.

## Thần
- Deus Ex Machina (デウス エクス マキナ Deusu Ekusu Makina)

Lồng tiếng bởi:  Norio Wakamoto (tiếng Nhật); Kent Williams (tiếng Anh).
Deus là vị thần nắm giữ không - thời gian, hay được gọi là thượng đế. Ông đã tạo ra Trò chơi Sinh tồn nhằm tìm người kế vị trước ngày 28/7 - ngày tận thế. Deus đặt rất nhiều kì vọng vào Amano Yukiteru và đặt toàn bộ sức mạnh tàn dư cuối cùng của mình vào Minene, biến cô thành một bán thần.
- Muru Muru (ム ル ム ルMurumuru)

Lồng tiếng bởi: Manami Honda (tiếng Nhật); Leah Clark (tiếng Anh).
Muru Muru là đầy tớ của Deus, cô có dáng người nhỏ bé, tính cách lanh lợi, nhí nhảnh và tinh nghịch. Cô có nhiệm vụ theo dõi và trợ giúp thông tin cho người chơi khi cần thiết, tuy nhiên cô đặc biệt thiên vị Yuno.

## Các nhân vật khác
- Aru Akise (秋 瀬 或Akise Aru)

Lồng tiếng bởi: Akira Ishida (tiếng Nhật); Todd Haberkorn (tiếng Anh).
Akise là bạn cùng lớp với Yukki. Cậu là một người rất thông minh và sắc sảo, cậu đã phá được những vụ án mà cảnh sát cũng không phá được. Akise cũng từng bị Yukki và Yuno hiểu nhầm là một người sở hữu nhật ký chỉ vì cậu quá thông minh và mạnh bạo, thậm chí có chút gian xảo, số 10 cũng hiểu lầm vậy nên đã lên kế hoạch giết cậu. Trong chap 17, tức là lúc số 10 định giết cậu, cậu đã tiết lộ với Yuno là cậu thích Yukki trên cả tình bạn. Sau này, vì cứu Yukiteru, cậu đã đến gặp Deus và Akise biết được một sự thật đáng sợ, khi Yukki trở thành Thượng đế, cậu ấy cũng không thể hồi sinh người chết. Akise định đi báo cho Yukki biết thì bị Deus bắt lại. Deus nói cậu là "Quan sát viên" của ông, hay nói đúng hơn thì Akise chính là sự sống do Deus tạo ra để làm nhiệm vụ giám sát những người tham gia trò chơi sinh tử. Đối mặt với cơn tuyệt vọng khi bản thân mình đang bị biến mất dần, cậu đã thách thức Deus cho cậu một cơ hội để chứng minh ý chí độc lập của mình. Mọi lời biện minh của cậu đều bị Deus bác bỏ chỉ vì tất cả đều được lập trình sẵn trước khi cậu ra đời. Cuối cùng, cậu nói tình yêu của cậu đối với Yukki là thật lòng nhưng cũng bị bác bỏ nhưng nhờ ý chí quyết tâm chống lại định mệnh của Akise, cậu đã chứng minh được với Deus rằng ý chí của cậu độc lập, cậu đã trở lại và sở hữu nhật kí tương lai, ngẫu nhiên trở thành người chơi thứ 13 của "trò chơi sinh tử". Nhật kí của cậu là nhật kí "thám tử", nó giúp cậu biết trước những gì sẽ hiển thị ra ở nhật kí của người khác. Nhờ nó mà cậu tránh được mọi đòn tấn công của Yuno. Nguyên nhân Yuno tấn công Akise là do cậu đã hôn Yukki trước mặt cô. khi Akise biết được bí mật của Yuno, cậu đã cố gắng để nói cho Yukki biết nhưng cổ họng của cậu đã bị Yuno chém đứt, cậu dùng chút sức lực cuối cùng để nói với Yukiteru nhưng lại bị Yuno chém đứt đầu. Tuy nhiên, những gì Akise định nói đã hiển thị lên hết màn hình điện thoại của Akise.
- Masumi Nishijima (西 島 真澄/Nishijima Masumi): Masumi là Trưởng phòng Điều tra và là thuộc cấp của Keigo. Đồng thời anh là một sĩ quan có tâm hồn lãng mạn, luôn cho rằng hôn nhân là một phép nhiệm màu trong cuộc sống, luôn tỏ thái độ chân thành và thân thiện. Masumi có nhiều tình cảm với Minene sau nhiều cuộc đụng độ bất ngờ tưởng chừng như định mệnh. Anh còn hợp tác với Aru để tìm ra danh tính thực sự của xác chết thứ ba được tìm thấy trong nhà Gasai. Ở một thời điểm nào đó, anh được triệu tập làm cận vệ cho thị trưởng John Bacchus, nhưng anh đã phản bội ông để đi theo Minene, thậm chí cầu hôn cô và năn nỉ cô kết hôn rồi lập gia đình với mình. Không lâu sau đó, Nishijima chết vì đỡ đạn cho người mà anh yêu. Ở Thế giới Thứ Ba, anh còn sống và cưới Minene rồi có với cô hai con trai đầu lòng là Takashi và Minato.
- Ouji Kosaka (高 坂 王子/Kōsaka Ōji)
- Hinata Hino (日 野 日 向/Hino Hinata)
- Mao Nonosaka (野 々 坂 ま お/Nonosaka Mao)
- Gasai Ushio & Saika: Ushio và Saika là cha mẹ nuôi của Yuno, nhưng cách họ đối xử với con gái mình gây tác động không nhỏ hình thành nên nhân cách điên loạn của cô. Họ đã nhận nuôi Yuno vì không thể có con không rõ nguyên nhân. Tuy nhiên Ushio luôn bận rộn với công việc quản lý ngân hàng và bỏ bê gia đình, còn người mẹ Saika lại vô cùng khắc nghiệt do căn bệnh trầm cảm kinh niên, thế nên bà thường xuyên đánh đập, ngược đãi và lăng mạ con gái. Tuổi thơ của Yuno là chuỗi những tháng ngày đầy đau đớn, bị bà lạm dụng và bạo hành, bà thậm chí nhốt cô vào cũi chó và đối xử như một con vật. Chính cả hai đã khiến Yuno, vốn là một đứa bé ngây thơ trở nên rối loạn tâm lí và điên rồ tìm kiếm sự yêu thương. Trong một lần, Yuno lợi dụng thời cơ thoát ra khỏi cũi giam rồi nhốt Ushio lẫn Saika vào đó, bởi cô mong họ có thể thấu hiểu nỗi đau của mình. Tuy nhiên, do bị cô bỏ đói nên cả hai đã tử vong không lâu sau đó.